# 섬유근육통
섬유근육통(纖維筋肉痛, fibromyalgia, FM)은 만성 통증과 이질통의 특징이 있는 질병이다. 그 밖의 증상에는 일반적인 활동에 영향을 줄 정도의 피로, 불면증, 기억 문제를 동반할 수 있다. 일부 사람들은 하지불안 증후군, 장 및 방광 문제, 저림, 그리고 소음, 빛, 온도에 대한 민감성을 보고하기도 한다. 섬유근육통은 우울증, 불안, 외상 후 스트레스 장애와 종종 관련된다. 다른 종류의 만성 통증 또한 종종 보인다.
섬유근육통의 병인은 알려져 있지 않다. 그러나 유전적 요소와 환경적 요소가 위험성에 반반으로 복합적으로 작용하는 것으로 간주된다.
섬유근육통의 치료는 어려울 수 있다. 충분히 잠을 취하고, 규칙적으로 운동하고, 보건식을 섭취하는 것이 권고된다. 인지행동치료 또한 도움이 될 수 있다. 약물로는 가바펜틴, 둘록세틴, 밀나시프란, 프레가발린이 사용될 수 있다.

## 역사
만성 통증은 19세기 문학작품에 이미 기술되고 있었으나 섬유근육통이라는 용어는 1976년 P.K. Hench 박사가 이 증상을 기술하기 위해 처음 사용하였다.